# Czahor
Czahor (ukr. Чагор) – wieś na Ukrainie, w obwodzie czerniowieckim, w rejonie czerniowieckim, siedziba hromady. W 2001 liczyła 4264 mieszkańców, spośród których 3775 wskazało jako ojczysty język ukraiński, 48 rosyjski, 238 mołdawski, 195 rumuński, 1 białoruski, a 6 inny.
W miejscowości jest przystanek kolejowy Czahor.